# Hockey su ghiaccio ai Giochi olimpici
L'hockey su ghiaccio è una delle discipline più presenti ai Giochi olimpici invernali. Oltre alla VII Olimpiade, nel 1920, in cui si è disputato un torneo dimostrativo nel corso dei giochi olimpici estivi, in ogni edizione dei giochi invernali è stato giocato un torneo maschile. A partire dalla XVIII Olimpiade invernale, svoltasi nel 1998, è stato istituito anche un torneo femminile.
Nell'arco fra il 1920 e il 1968 i tornei olimpici sono state dichiarati validi anche come edizioni del campionato del mondo di hockey su ghiaccio. Il torneo maschile è composto da dodici squadre nazionali, mentre il torneo femminile conta otto rappresentative. Ad alcune squadre qualificate di diritto alla fase finale in base alla classifica mondiale IIHF, se ne aggiungono altre provenienti da tornei di qualificazione.

## Storia

### Il dominio canadese

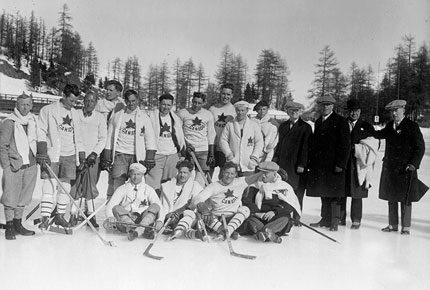
La nazionale canadese medaglia d'oro a St. Moritz nel 1928.

L'hockey su ghiaccio fece la sua prima apparizione ai giochi olimpici nell'edizione di Anversa nel 1920, dopo che un altro sport ad esso simile, l'hockey su prato, era entrato a far parte del programma olimpico ufficiale fin dall'edizione del 1908. Esso fu il primo torneo per nazioni svoltosi in Europa a cui parteciparono anche due nazioni provenienti dal Nordamerica, gli Stati Uniti e il Canada, mentre al contrario furono escluse le nazioni sconfitte nella prima guerra mondiale, ovvero Austria e Germania. Il torneo venne successivamente dichiarato dalla International Ice Hockey Federation (IIHF) valido come il primo Campionato del mondo di hockey su ghiaccio. Il torneo si svolse dal 23 al 29 aprile 1920 e vi parteciparono sette nazionali che si affrontarono in incontri ad eliminazione diretta nel cosiddetto "sistema Bergvall": nella prima fase si disputarono tre incontri, mentre una squadra estratta a sorte si qualificò direttamente alle semifinali; la finale fu poi vinta dal Canada. Le tre squadre eliminate dalla nazionale vincente si incontrarono in una seconda fase per determinare la medaglia d'argento. Infine le tre squadre sconfitte dalle medagliate si sfidarono in un'ultima fase per assegnare il bronzo. Il Canada, rappresentato da una squadra amatoriale di Winnipeg detentrice della Allan Cup, vinse il torneo e ottenne il suo primo titolo mondiale. All'epoca gli incontri erano suddivisi in due tempi e non in tre come oggi, e inoltre le squadre erano composte da sette giocatori e non da sei.
I primi giochi olimpici invernali nacquero quattro anni dopo e si svolsero a Chamonix, L'hockey su ghiaccio e il pattinaggio di figura divennero parte integrante delle prove invernali, dopo aver già fatto la loro apparizione nelle olimpiadi di quattro anni prima, mentre quest'ultima disciplina vantava già un torneo ufficiale svoltosi a Londra nel 1908. Ancora una volta la competizione, a cui presero parte otto nazionali, fu vinta dalla squadra del Canada. Nel corso delle prime nove edizioni dei giochi invernali, il Canada presentò sempre una squadra composta da dilettanti e non da una selezione di professionisti come per altre formazioni. Fino all'edizione del 1960 inclusa, i canadesi andarono sistematicamente a podio con sei medaglie d'oro, due argenti ed un bronzo ai giochi del 1956 di Cortina d'Ampezzo.

### Il dominio sovietico
La nazionale dell'Unione Sovietica si presentò per la prima volta a livello ufficiale in un incontro con la Germania Est nell'aprile 1951, svoltosi a Berlino e dominato dai giocatori sovietici con il risultato schiacciante di 23 a 2. L'URSS si iscrisse nel 1952 alla Federazione Internazionale di hockey su ghiaccio, e partecipò nel 1956 ai suoi primi giochi olimpici, vincendo subito la medaglia d'oro. La squadra domina l'intero torneo segnando in sette incontri ben 40 reti e subendone invece solo 9. Vsevolod Bobrov, noto anche come calciatore, scampato all'incidente aereo che stroncò la squadra della VVS Mosca nel 1950, fu uno degli artefici del primo successo sovietico.
Dopo al ciclo del Canada dunque negli anni successivi si assistette al dominio sovietico in campo internazionale ed olimpico nei successivi quarant'anni, dal 1956 al 1992, quest'ultima edizione svoltasi sotto la denominazione di Squadra Unificata, la nazionale sovietica raggiunse sempre il podio, vincendo otto ori, un argento ed un bronzo. Durante questo periodo anche la nazionale della Cecoslovacchia raggiunse spesso il podio, ottenendo tre argenti e tre bronzi. Per cercare di contrastare l'egemonia sovietica la nazionale canadese cercò di cambiare il proprio approccio alle competizioni olimpiche: nel 1964 non fu più inviata una squadra amatoriale ma fu l'allenatore a selezionare i vari giocatori da diverse squadre di livello dilettantistico o universitario. Nonostante ciò la vittoria andò ancora una volta ai sovietici.
Nell'edizione del 1968, disputatasi a Grenoble, per l'ultima volta il torneo a cinque cerchi fu valido anche come campionato del mondo; nel 1972 e nel 1976 in contemporanea si svolsero entrambe le competizioni, e mentre i due campionati del mondo furono vinti dalla Cecoslovacchia, i due eventi olimpici furono vinti dall'Unione Sovietica. Il torneo del 1972 disputatosi a Sapporo si distinse per la partecipazione fino alla fase finale di sole sei squadre: alcune infatti si ritirarono per ragioni finanziarie. Dal 1970 al 1976 il Canada si ritirò da tutte le competizioni internazionali della IIHF in segno di protesta per la mancata possibilità di selezionare giocatori professionisti.
Resta memorabile l'incontro svoltosi nel 1980 a Lake Placid negli Stati Uniti durante i XIII Giochi olimpici invernali, dove un gruppo di giocatori dilettanti degli Stati Uniti sconfisse i campioni in carica dell'Unione Sovietica nel cosiddetto "Miracolo sul ghiaccio".

### L'epoca contemporanea

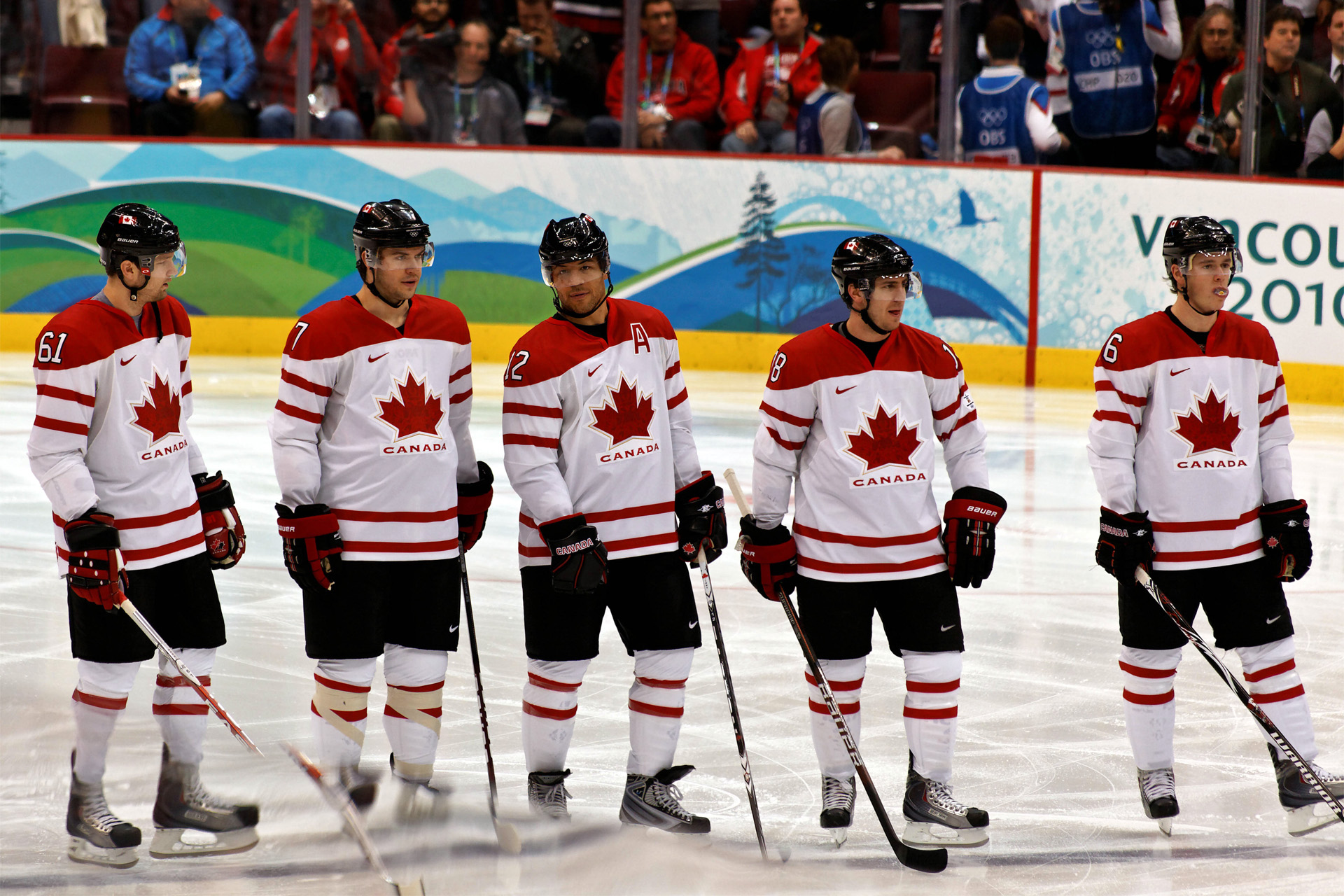
I campioni olimpici in carica del Canada durante i giochi di Vancouver del 2010.

A partire dagli anni 1980 iniziò ad emergere una nuova potenza nordica: la nazionale della Svezia. Dal 1980 al 1988 infatti collezionano tre bronzi consecutivi, per poi imporsi per la prima volta nell'edizione del 1994. E sempre a partire dal 1980 fino al 1988 la IIHF decise di sospendere il campionato mondiale in coincidenza anni olimpici.
A seguito dei cambiamenti geopolitici successivi allo scioglimento del blocco sovietico anche la potenza dell'hockey subì mutamenti: dopo l'ultimo successo dell'URSS nel 1988, per i Giochi del 1992, così come anche per le olimpiadi estive, gli stati della Comunità degli Stati Indipendenti si unirono nella Squadra Unificata, riuscendo a centrare ancora una volta l'oro.
Nei giochi del 1998 fu istituito per la prima volta il torneo femminile, vinto allora dalla nazionale degli Stati Uniti. Nella stessa edizione per la prima volta il Comitato olimpico internazionale permise la partecipazione ai giochi olimpici delle star internazionali della National Hockey League. E per la prima volta fu la Rep. Ceca a conquistare la medaglia d'oro, trascinata da campioni come Jaromír Jágr e Dominik Hašek.

## Edizioni svolte
| Torneo    | 1920 | 1924 | 1928 | 1932 | 1936 | 1948 | 1952 | 1956 | 1960 | 1964 | 1968 | 1972 | 1976 | 1980 | 1984 | 1988 | 1992 | 1994 | 1998 | 2002 | 2006 | 2010 | 2014 | 2018 | Edizioni |
| --------- | ---- | ---- | ---- | ---- | ---- | ---- | ---- | ---- | ---- | ---- | ---- | ---- | ---- | ---- | ---- | ---- | ---- | ---- | ---- | ---- | ---- | ---- | ---- | ---- | -------- |
| Maschile  | D    | X    | X    | X    | X    | X    | X    | X    | X    | X    | X    | X    | X    | X    | X    | X    | X    | X    | X    | X    | X    | X    | X    | X    | 24       |
| Femminile |      |      |      |      |      |      |      |      |      |      |      |      |      |      |      |      |      |      | X    | X    | X    | X    | X    | X    | 6        |

## Torneo maschile

### Albo d'oro
| Anno | Sede                   | Oro                          | Argento          | Bronzo           |
| ---- | ---------------------- | ---------------------------- | ---------------- | ---------------- |
| 1920 | Anversa                | Canada                       | Stati Uniti      | Cecoslovacchia   |
| 1924 | Chamonix               | Canada                       | Stati Uniti      | Regno Unito      |
| 1928 | Sankt Moritz           | Canada                       | Svezia           | Svizzera         |
| 1932 | Lake Placid            | Canada                       | Stati Uniti      | Germania         |
| 1936 | Garmisch-Partenkirchen | Regno Unito                  | Canada           | Stati Uniti      |
| 1948 | Sankt Moritz           | Canada                       | Cecoslovacchia   | Svizzera         |
| 1952 | Oslo                   | Canada                       | Stati Uniti      | Svezia           |
| 1956 | Cortina d'Ampezzo      | Unione Sovietica             | Stati Uniti      | Canada           |
| 1960 | Squaw Valley           | Stati Uniti                  | Canada           | Unione Sovietica |
| 1964 | Innsbruck              | Unione Sovietica             | Svezia           | Cecoslovacchia   |
| 1968 | Grenoble               | Unione Sovietica             | Cecoslovacchia   | Canada           |
| 1972 | Sapporo                | Unione Sovietica             | Stati Uniti      | Cecoslovacchia   |
| 1976 | Innsbruck              | Unione Sovietica             | Cecoslovacchia   | Germania Ovest   |
| 1980 | Lake Placid            | Stati Uniti                  | Unione Sovietica | Svezia           |
| 1984 | Sarajevo               | Unione Sovietica             | Cecoslovacchia   | Svezia           |
| 1988 | Calgary                | Unione Sovietica             | Finlandia        | Svezia           |
| 1992 | Albertville            | Squadra Unificata            | Canada           | Cecoslovacchia   |
| 1994 | Lillehammer            | Svezia                       | Canada           | Finlandia        |
| 1998 | Nagano                 | Rep. Ceca                    | Russia           | Finlandia        |
| 2002 | Salt Lake City         | Canada                       | Stati Uniti      | Russia           |
| 2006 | Torino                 | Svezia                       | Finlandia        | Rep. Ceca        |
| 2010 | Vancouver              | Canada                       | Stati Uniti      | Finlandia        |
| 2014 | Soči                   | Canada                       | Svezia           | Finlandia        |
| 2018 | Pyeongchang            | Atleti Olimpici dalla Russia | Germania         | Canada           |
| 2022 | Pechino                | Finlandia                    | ROC              | Slovacchia       |

### Medagliere
| Pos | Nazione                      | Oro | Argento | Bronzo | Totale |
| --- | ---------------------------- | --- | ------- | ------ | ------ |
| 1   | Canada                       | 9   | 4       | 3      | 16     |
| 2   | Unione Sovietica             | 7   | 1       | 1      | 9      |
| 3   | Stati Uniti                  | 2   | 8       | 1      | 11     |
| 4   | Svezia                       | 2   | 3       | 4      | 9      |
| 5   | Rep. Ceca                    | 1   | 0       | 1      |        |
| 5   | Regno Unito                  | 1   | 0       | 1      | 2      |
| 7   | Atleti Olimpici dalla Russia | 1   | 0       | 0      | 1      |
| 7   | Squadra Unificata            | 1   | 0       | 0      | 1      |
| 9   | Cecoslovacchia               | 0   | 4       | 4      | 8      |
| 10  | Finlandia                    | 1   | 2       | 4      | 6      |
| 11  | Germania                     | 0   | 1       | 1      | 2      |
| 11  | Russia                       | 0   | 1       | 1      | 2      |
| 13  | Svizzera                     | 0   | 0       | 2      | 2      |
| 14  | Germania Ovest               | 0   | 0       | 1      | 1      |

### Partecipazioni
| Nazione                      | 20      | 24      | 28      | 32      | 36      | 48      | 52      | 56      | 60      | 64      | 68      | 72      | 76      | 80      | 84      | 88      | 92      | 94      | 98      | 02      | 06      | 10      | 14      | 18      | Totale |
| Atleti Olimpici dalla Russia |         |         |         |         |         |         |         |         |         |         |         |         |         |         |         |         |         |         |         |         |         |         |         | Oro     | 1      |
| Australia                    |         |         |         |         |         |         |         |         | 9       |         |         |         |         |         |         |         |         |         |         |         |         |         |         |         | 1      |
| Austria                      |         |         | =5      |         | =7      | 7       |         | 10      |         | 13      | 13      |         | 8       |         | 10      | 9       |         | 12      | 14      | 12      |         |         | 10      |         | 13     |
| Belgio                       | =6      | =7      | =8      |         | =9      |         |         |         |         |         |         |         |         |         |         |         |         |         |         |         |         |         |         |         | 4      |
| Bielorussia                  |         |         |         |         |         |         |         |         |         |         |         |         |         |         |         |         |         |         | 7       | 4       |         | 9       |         |         | 3      |
| Bulgaria                     |         |         |         |         |         |         |         |         |         |         |         |         | 12      |         |         |         |         |         |         |         |         |         |         |         | 1      |
| Canada                       | Oro     | Oro     | Oro     | Oro     | Argento | Oro     | Oro     | Bronzo  | Argento | 4       | Bronzo  |         |         | 6       | 4       | 4       | Argento | Argento | 4       | Oro     | 7       | Oro     | Oro     | Bronzo  | 22     |
| Cecoslovacchia               | Bronzo  | =5      | =5      |         | 4       | Argento | 4       | 5       | 4       | Bronzo  | Argento | Bronzo  | Argento | 5       | Argento | 6       | Bronzo  |         |         |         |         |         |         |         | 16     |
| Corea del Sud                |         |         |         |         |         |         |         |         |         |         |         |         |         |         |         |         |         |         |         |         |         |         |         | 12      | 1      |
| Finlandia                    |         |         |         |         |         |         | 7       |         | 7       | 6       | 5       | 5       | 4       | 4       | 6       | Argento | 7       | Bronzo  | Bronzo  | 6       | Argento | Bronzo  | Bronzo  | 6       | 17     |
| Francia                      | =6      | =5      | =5      |         | =9      |         |         |         |         |         | 14      |         |         |         |         | 11      | 8       | 10      | 11      | 14      |         |         |         |         | 10     |
| Germania                     |         |         | =8      | Bronzo  | =5      |         |         |         |         |         |         |         |         |         |         |         | 6       | 7       | 9       | 8       | 10      | 11      |         | Argento | 10     |
| Germania Est                 |         |         |         |         |         |         |         |         |         |         | 8       |         |         |         |         |         |         |         |         |         |         |         |         |         | 1      |
| Germania Ovest               |         |         |         |         |         |         | 8       | 6       | 6       | 7       | 7       | 7       | Bronzo  | 10      | 5       | 5       |         |         |         |         |         |         |         |         | 10     |
| Giappone                     |         |         |         |         | =9      |         |         |         |         | 11      | 10      | 9       | 9       | 12      |         |         |         |         | 13      |         |         |         |         |         | 8      |
| Italia                       |         |         |         |         | =9      | 8       |         | 7       |         | 15      |         |         |         |         | 9       |         | 12      | 9       | 12      |         | 11      |         |         |         | 9      |
| Jugoslavia                   |         |         |         |         |         |         |         |         |         | 14      | 9       | 11      | 10      |         | 11      |         |         |         |         |         |         |         |         |         | 5      |
| Kazakistan                   |         |         |         |         |         |         |         |         |         |         |         |         |         |         |         |         |         |         | 8       |         | 9       |         |         |         | 2      |
| Lettonia                     |         |         |         |         | =9      |         |         |         |         |         |         |         |         |         |         |         |         |         |         | 9       | 12      | 12      | 8       |         | 5      |
| Norvegia                     |         |         |         |         |         |         | 9       |         |         | 10      | 11      | 8       |         | 11      | 12      | 12      | 9       | 11      |         |         |         | 10      | 12      | 8       | 12     |
| Paesi Bassi                  |         |         |         |         |         |         |         |         |         |         |         |         |         | 8       |         |         |         |         |         |         |         |         |         |         | 1      |
| Polonia                      |         |         | =8      | 4       | =9      | 6       | 6       | 8       |         | 9       |         | 6       | 6       | 7       | 8       | 10      | 11      |         |         |         |         |         |         |         | 13     |
| Regno Unito                  |         | Bronzo  | 4       |         | Oro     | 5       |         |         |         |         |         |         |         |         |         |         |         |         |         |         |         |         |         |         | 4      |
| Rep. Ceca                    |         |         |         |         |         |         |         |         |         |         |         |         |         |         |         |         |         | 5       | Oro     | 7       | Bronzo  | 7       | 6       | 4       | 7      |
| Romania                      |         |         |         |         |         |         |         |         |         | 12      | 12      |         | 7       | 9       |         |         |         |         |         |         |         |         |         |         | 4      |
| Russia                       |         |         |         |         |         |         |         |         |         |         |         |         |         |         |         |         |         | 4       | Argento | Bronzo  | 4       | 6       | 5       |         | 6      |
| Slovenia                     |         |         |         |         |         |         |         |         |         |         |         |         |         |         |         |         |         |         |         |         |         |         | 7       | 9       | 2      |
| Slovacchia                   |         |         |         |         |         |         |         |         |         |         |         |         |         |         |         |         |         | 6       | 10      | 13      | 5       | 4       | 11      | 11      | 7      |
| Squadra Unificata            |         |         |         |         |         |         |         |         |         |         |         |         |         |         |         |         | Oro     |         |         |         |         |         |         |         | 1      |
| Stati Uniti                  | Argento | Argento |         | Argento | Bronzo  | DQ      | Argento | Argento | Oro     | 5       | 6       | Argento | 5       | Oro     | 7       | 7       | 4       | 8       | 6       | Argento | 8       | Argento | 4       | 7       | 23     |
| Svezia                       | 4       | 4       | Argento |         | =5      | 4       | Bronzo  | 4       | 5       | Argento | 4       | 4       |         | Bronzo  | Bronzo  | Bronzo  | 5       | Oro     | 5       | 5       | Oro     | 5       | Argento | 5       | 22     |
| Svizzera                     | 5       | =7      | Bronzo  |         | =9      | Bronzo  | 5       | 9       |         | 8       |         | 10      | 11      |         |         | 8       | 10      |         |         | 11      | 6       | 8       | 9       | 10      | 17     |
| Ucraina                      |         |         |         |         |         |         |         |         |         |         |         |         |         |         |         |         |         |         |         | 10      |         |         |         |         | 1      |
| Ungheria                     |         |         | 11      |         | =7      |         |         |         |         | 16      |         |         |         |         |         |         |         |         |         |         |         |         |         |         | 3      |
| Unione Sovietica             |         |         |         |         |         |         |         | Oro     | Bronzo  | Oro     | Oro     | Oro     | Oro     | Argento | Oro     | Oro     |         |         |         |         |         |         |         |         | 9      |
| Squadre totali               | 7       | 8       | 11      | 4       | 15      | 9       | 9       | 10      | 9       | 16      | 14      | 11      | 12      | 12      | 12      | 12      | 12      | 12      | 14      | 14      | 12      | 12      | 12      | 12      | 271    |

## Torneo femminile

### Albo d'oro
| Anno | Sede           | Oro         | Argento     | Bronzo      |
| ---- | -------------- | ----------- | ----------- | ----------- |
| 1998 | Nagano         | Stati Uniti | Canada      | Finlandia   |
| 2002 | Salt Lake City | Canada      | Stati Uniti | Svezia      |
| 2006 | Torino         | Canada      | Svezia      | Stati Uniti |
| 2010 | Vancouver      | Canada      | Stati Uniti | Finlandia   |
| 2014 | Soči           | Canada      | Stati Uniti | Svizzera    |
| 2018 | Pyeongchang    | Stati Uniti | Canada      | Finlandia   |
| 2022 | Pechino        | Canada      | Stati Uniti | Finlandia   |

### Medagliere
| Pos | Nazione     | Oro | Argento | Bronzo | Totale |
| --- | ----------- | --- | ------- | ------ | ------ |
| 1   | Canada      | 5   | 2       | 0      | 7      |
| 2   | Stati Uniti | 2   | 4       | 1      | 7      |
| 3   | Svezia      | 0   | 1       | 1      | 2      |
| 4   | Finlandia   | 0   | 0       | 4      | 4      |
| 5   | Svizzera    | 0   | 0       | 1      | 1      |

### Partecipazioni
| Nazione                      | 1998    | 2002    | 2006    | 2010    | 2014    | 2018    | Totale |
| Atleti Olimpici dalla Russia |         |         |         |         |         | 4       | 1      |
| Canada                       | Argento | Oro     | Oro     | Oro     | Oro     | Argento | 6      |
| Cina                         | 4       | 7       |         | 7       |         |         | 3      |
| Corea unificata              |         |         |         |         |         | 8       | 1      |
| Finlandia                    | Bronzo  | 4       | 4       | Bronzo  | 5       | Bronzo  | 6      |
| Germania                     |         | 6       | 5       |         | 7       |         | 3      |
| Giappone                     | 6       |         |         |         | 8       | 6       | 3      |
| Italia                       |         |         | 8       |         |         |         | 1      |
| Kazakistan                   |         | 8       |         |         |         |         | 1      |
| Russia                       |         | 5       | 6       | 6       | 6       |         | 4      |
| Slovacchia                   |         |         |         | 8       |         |         | 1      |
| Stati Uniti                  | Oro     | Argento | Bronzo  | Argento | Argento | Oro     | 6      |
| Svezia                       | 5       | Bronzo  | Argento | 4       | 4       | 7       | 6      |
| Svizzera                     |         |         | 7       | 5       | Bronzo  | 5       | 4      |
| Squadre totali               | 6       | 8       | 8       | 8       | 8       | 8       | 46     |

## Medagliere complessivo
| Pos | Nazione                      | Oro | Argento | Bronzo | Totale |
| --- | ---------------------------- | --- | ------- | ------ | ------ |
| 1   | Canada                       | 13  | 6       | 3      | 22     |
| 2   | Unione Sovietica             | 7   | 1       | 1      | 9      |
| 3   | Stati Uniti                  | 4   | 11      | 2      | 17     |
| 4   | Svezia                       | 2   | 4       | 5      | 11     |
| 5   | Rep. Ceca                    | 1   | 0       | 1      | 2      |
| 5   | Regno Unito                  | 1   | 0       | 1      | 2      |
| 7   | Atleti Olimpici dalla Russia | 1   | 0       | 0      | 1      |
| 7   | Squadra Unificata            | 1   | 0       | 0      | 1      |
| 9   | Cecoslovacchia               | 0   | 4       | 4      | 8      |
| 10  | Finlandia                    | 0   | 2       | 7      | 9      |
| 11  | Germania                     | 0   | 1       | 1      | 2      |
| 11  | Russia                       | 0   | 1       | 1      | 2      |
| 13  | Svizzera                     | 0   | 0       | 3      | 3      |
| 14  | Germania Ovest               | 0   | 0       | 1      | 1      |